# Alwin Martens

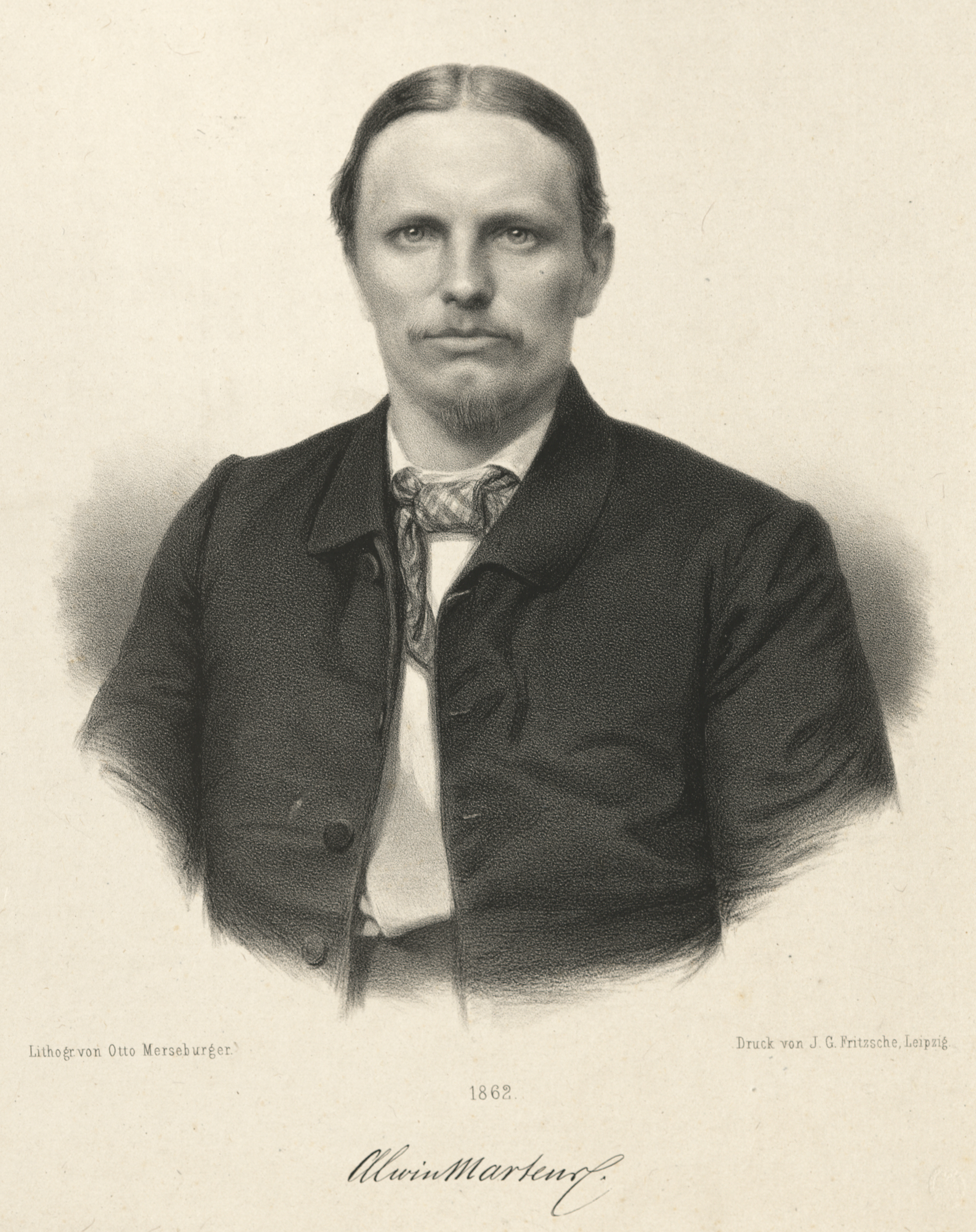
Alwin Martens, Lithografie von 1862

Friedrich Alwin Martens (* 18. Oktober 1832 in Leipzig; † 26. Februar 1862 ebenda) war ein deutscher Turner und Mitbegründer der Deutschen Turnzeitung.

## Leben und Wirken
Nach dem Schulbesuch machte Martens eine Ausbildung zum Kaufmann. Mit Unterbrechung eines Jahres, in dem er an der Universität Leipzig ein Chemiestudium begann, arbeitete er in mehreren Leipziger Unternehmen in seinem Ausbildungsberuf, u. a. für das Bankhaus Hammer & Schmidt.
Bereits als Jugendlicher trat er in den Allgemeinen Turnverein zu Leipzig (ATV Leipzig 1845) ein, wo er mit 16 Jahren Vorturner wurde. Eine Freundschaft verband ihn zeitlebens mit Justus Lion, mit dessen Ansichten vom Turnen er einherging. Innerhalb des Allgemeinen Turnvereins zu Leipzig kam es zu Zwistigkeiten zwischen Martens und Oswald Faber, der das Turnen auch mehr für die Öffentlichkeit öffnen wollte. Martens gründete 1856 die Deutsche Turnzeitung mit, für die er zahlreiche Beiträge schrieb und in der er sich u. a. intensiv um den Bau einer größeren Turnhalle in Leipzig bemühte.

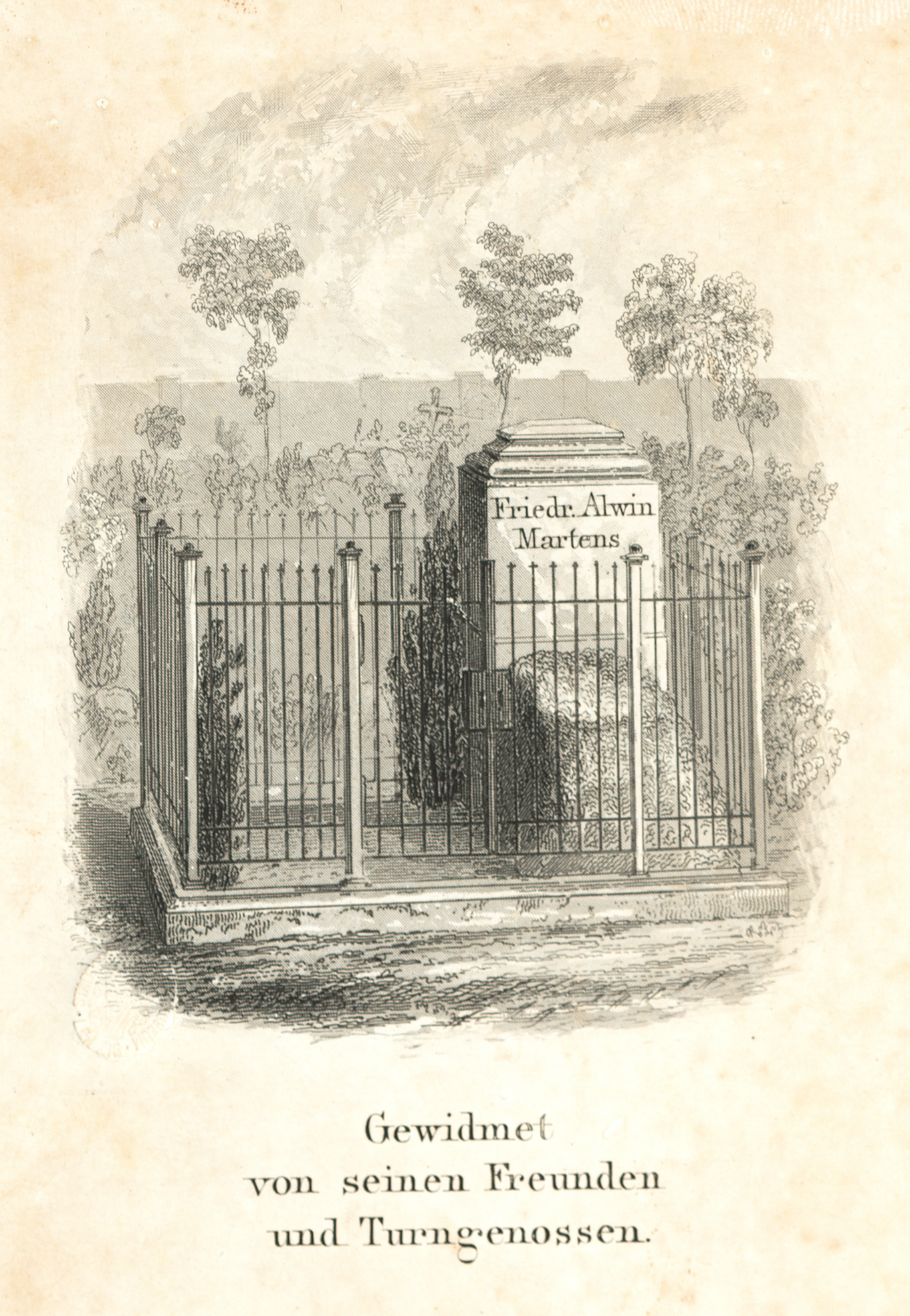
Grab von Alwin Martens, Stahlstich mit Widmung

Der streitbare Martens starb 29-jährig, bereits kurz nach seinem Tod wurden seine 18 publizierten Aufsätze und acht öffentlich gehaltetenen Reden als Buch mit einleitender Biografie unter dem Titel Über das deutsche Turnen veröffentlicht. Im gleichen Jahr 1862 wurde auch eine von Otto Merseburger gestaltete Lithografie mit dem Bildnis Martens vertrieben. In der Festschrift zum 50-jahrigem Jubiläum des ATV Leipzig im Jahr 1895 war Martens als einzige Abbildung im Buch auf dem Frontispiz zu sehen. Auf einer der offiziellen Postkarten zum 12. Deutschen Turnfest in Leipzig 1913 ist Martens ebenfalls verewigt worden.

## Schriften (Auswahl)
- Über das deutsche Turnen. Aufsätze und Vorträge, gehalten der Leipziger Vorturnerschaft. Friese, Leipzig 1862 (2. Auflage, Strauch, Leipzig 1884) (online).
- Rudolf Gasch (Hrsg.): Justus Carl Lion. Sein Briefwechsel mit Alwin Martens und anderes von ihm. Leipzig 1929,  OCLC 314541175.